# Bø (Telemark)
Bø és un antic municipi situat al comtat de Telemark, Noruega. Té 6.101 habitants (2016) i la seva superfície és de 263,21 km². El centre administratiu del municipi és el poble homònim.

## Ciutats agermanades
Bø manté una relació d'agermanament amb les següents localitats:
- Bengtsfors, Comtat de Västra Götaland, Suècia
- Puumala, Finlàndia Oriental, Finlàndia